# (12294) Avogadro
(12294) Avogadro est un astéroïde de la ceinture principale.

## Description
(12294) Avogadro est un astéroïde de la ceinture principale. Il fut découvert par Eric Walter Elst le 2 août 1991 à l'ESO. Il présente une orbite caractérisée par un demi-grand axe de 2,37 UA, une excentricité de 0,12 et une inclinaison de 1,97° par rapport à l'écliptique.
Il fut nommé en hommage au chimiste italien Lorenzo Amedeo Avogadro (1776-1856), honoré aujourd'hui par le nombre d'Avogadro, déterminé en 1865 par Loschmidt.

## Compléments